# Enrico Caviglia
Enrico Caviglia, italijanski maršal, * 1862, † 1945.